# WLE 0101–0105
Die normalspurigen Tenderlokomotiven WLE 0101–0105 der Westfälischen Landes-Eisenbahn (WLE) waren laufachslose Dampflokomotiven für den Güterzugbetrieb, von denen bei Hanomag von 1904 bis 1922 insgesamt fünf Lokomotiven gebaut wurden. Sie standen bei der WLE bis 1960 in Betrieb und wurden dann ausgemustert und verschrottet.

## Geschichte
Da sich die Anhängelasten im Güterverkehr ab 1900 stark vergrößerten, entschloss sich die Westfälische Landes-Eisenbahn, drei schwere Güterzugtenderlokomotiven mit der Achsfolge E in Auftrag zu geben. Als erste Eisenbahnverwaltung setzte die Gesellschaft damit Lokomotiven mit Gölsdorf-Achsen ein.
Die Lokomotiven waren in der Lage, eine Last von 250 t bei einer Steigung von 20 ‰ mit einer Geschwindigkeit von 30 km/h zu befördern. Da sich die Loks bewährten, wurden nach dem Ersten Weltkrieg nochmals zwei Lokomotiven mit fast unveränderten Parametern in Auftrag gegeben. Die Lokomotiven waren ursprünglich als 101–105 bezeichnet. 1951 erhielten sie in eine vierstellige Nummer, wobei eine 0 vorangestellt wurde. Die Lok 0101 hatte den Beinamen Kamp (nach dem Generaldirektor der Westfälischen Union), die Lok 0102 besaß den Beinamen Wanne.
Durch die seitenverschiebbaren Achsen waren die Lokomotiven in der Lage, Gleisbögen von 100 m problemlos zu durchfahren, außerdem konnten sie einen Ablaufberg mit einem Radius von 300 m befahren. Als Mitte der 1930er Jahre die Verkehrslasten der Bahn deutlich stiegen, übernahmen die WLE 0121–0123 einen Großteil der Aufgaben. Alle Lokomotiven überstanden den Zweiten Weltkrieg. Mit der Beschaffung von Diesellokomotiven wurden sie überflüssig. 1955 wurden mit der 0101 sowie der 0102 die ersten Lokomotiven verschrottet, 1956 verschwand dann die 0103 von den Gleisen. Die restlichen beiden Lokomotiven wurden 1960 verschrottet.

## Konstruktion
Die Lokomotiven waren Zweizylinderlokomotiven für Nassdampf. Die 0105 wurde 1936 auf Heißdampf umgebaut. Vom Seitenriss her waren alle Lokomotiven, obwohl 18 Jahre Entwicklungszeit zwischen ihnen lagen, fast identisch.
Die Lokomotiven besaßen einen genieteten Kessel mit kupferner Feuerbüchse, die Dampfversorgung des Kessels besorgten zwei Frischdampfstrahlpumpen unterschiedlicher Bauart mit einer Leistung von 120 l/min. Sie besaßen einen einfachen Blechrahmen. Die 2. und 4. Achse waren fest im Rahmen gelagert, die restlichen Achsen hatten ein Seitenspiel von ±26 mm. Außerdem besaß die als Treibachse ausgeführte mittlere Achse um 10 mm geschwächte Spurkränze. Die Lokomotiven waren mit einer Radreifen-Näßeinrichtung versehen. Die ersten drei Lokomotiven waren mit Flachschiebern versehen, die 1922 gebauten 0104 und 0105 besaßen Kolbenschieber.
Die ursprüngliche Petroleum-Beleuchtung wurde nach dem Zweiten Weltkrieg durch eine elektrische Beleuchtung mit Turbogenerator ersetzt. Die Besandung wurde von Hand durchgeführt. Die Lokomotiven hatten pro Triebwerksseite zwei Sandfallrohre (vor der jeweils führenden Achse je Fahrtrichtung) und dafür für die Vorwärtsfahrt einen auf dem Kesselscheiteln liegenden Sandkasten und für die Rückwärtsfahrt einen Sandkasten unterhalb des Führerhauses. Die Lokomotive 0101 besaß Mitte der 1950er Jahre noch diese Ausrüstung, die 0104/0105 wurden später mit einem zweiten Sanddom auf dem Kesselscheitel nachgerüstet. Anfangs nur mit der Dampfbremse und einer Handbremse ausgestattet, wurde 1928/1929 die indirekte Bremse von Knorr nachgerüstet. Die Druckluft besorgte eine zweistufige Luftpumpe von Knorr. Zur Ausstattung der Lokomotiven gehörten ein Sicherheitsventil der Bauart Ramsbotton, ein Läutewerk der Bauart Latowski, ein Sichtschmieröler und eine Lokpfeife.
Die Loks hatten ursprünglich auf dem Führerhaus Aufbauten, später wurden diese durch Schiebeluken ersetzt.